# Mathias Logelin
Mathias „Metty“ Logelin (* 24. April 1907 in Differdingen; † 31. Oktober 1999 in Bettemburg) war ein luxemburgischer Kunstturner.

## Biografie
Mathias Logelin startete bei den Olympischen Sommerspielen 1928 in Amsterdam und 1936 in Berlin. Er nahm an allen Turnwettkämpfen teil. Sein bestes Einzelresultat gelang ihm mit dem 26. Rang 1936 im Wettkampf am Reck.